# Arsenij Jatsenjuk
Arsenij Petrovitj Jatsenjuk (ukrainsk: Арсеній Петрович Яценюк, tr. Arsenij Petrovitj Jatsenjuk; f. 22. maj 1974 i Tjernivtsi) er en ukrainsk politiker, der var Ukraines premierminister fra 27. februar 2014 til 14. april 2016, valgt af Ukraines parlament. Jatsenjuk var fra 2007 til 2008 formand for nationalforsamlingen og før dette, var Jatsenjuk landets udenrigsminister.